# Estádio Proletário Guilherme da Silveira
Het Estádio Proletário Guilherme da Silveira is een voetbalstadion in Rio de Janeiro, meer bepaald in de wijk Bangu. Het staat ook bekend als Estádio de Moça Bonita. Het is de thuishaven van Bangu AC, de zesde club van Rio en ook van kleinere club Castelo Branco.

## Geschiedenis
Het stadion werd geopend in 1947 en verving hiermee het oude stadion van Bangu,  Campo da Rua Ferrer. Het stadion werd vernoemd naar Guilherme da Silveira Filho, die voorzitter was van Bangu toen het stadion gebouwd werd. De bijnaam Moça Bonita betekent Mooie Vrouw. De eerste wedstrijd werd pas op 12 december 1948, meer dan een jaar na de opening, gespeeld toen Bangu Flamengo ontving en met 4-2 de boot inging.
Het toeschouwersrecord werd gevestigd in 1970 toen Bangu 1-1 gelijkspeelde voor 32.000 toeschouwers tegen een selectie van het nationale elftal.